# Свистунові
Свистунові (Leptodactylidae) — родина земноводних підряду Neobatrachia ряду Безхвості. Включає 4 роди та 101 вид. Ця група існувала ще в еоцені, 37 млн років тому.

## Опис
Загальна довжина представників цієї родини коливається від 3 до 20 см. Свистуни є найближчими до ропухових. Свистуни настільки різноманітні, що неможливо виділити спільні риси для всієї родини в їх зовнішньому вигляді. Основною рисою, що об'єднує їх, є своєрідні голосові реакції, схожі на свист. Усі свистуни відрізняються сильно скороченою перетинкою між пальцями.

## Спосіб життя
Це дуже різноманітна група, представники якої мешкають на деревах, чагарниках, у траві, деякі види ведуть напівводний спосіб життя. Живляться переважно безхребетними, у тому числі членистоногими та молюсками.
Це яйцекладні амфібії. Більшість відкладає ікру у гнізда поблизу водойм або на рослини, що плавають. Яйця проходять прямий розвиток і з них вилуплюються вже маленькі жаби.

## Розповсюдження
Мешкають у Північній, Центральній та Південній Америці й на островах Карибського басейну.

## Класифікація
Станом на грудень 2019 база даних «Amphibian Species of the World» включає до родини Leptodactylidae наступні роди
- Підродина Leiuperinae Bonaparte, 1850 (90 species)
  - Edalorhina Jiménez de la Espada, 1870
  - Engystomops Jiménez de la Espada, 1872
  - Physalaemus Fitzinger, 1826
  - Pleurodema Tschudi, 1838
  - Pseudopaludicola Miranda-Ribeiro, 1926
- Підродина Leptodactylinae Werner, 1896 (1838) (96 species)
  - Adenomera Steindachner, 1867
  - Hydrolaetare Gallardo, 1963
  - Leptodactylus Fitzinger, 1826
  - Lithodytes Fitzinger, 1843
- Підродина Paratelmatobiinae Ohler and Dubois, 2012 (13 species)
  - Crossodactylodes Cochran, 1938
  - Paratelmatobius Lutz and Carvalho, 1958
  - Rupirana Heyer, 1999
  - Scythrophrys Lynch, 1971
- Incertae sedis
  - Leptodactylus ochraceus Lutz, 1930